# Bò Hà Lan
Bò Hà Lan (tên gốc: Bò Holstein Friz, đọc là bò Hôn–xtên hoặc Holstein friezian- viết tắt HF) là một giống bò sữa có nguồn gốc từ Hà Lan gần 2.000 năm trước đây. Bắt nguồn từ bò đen và trắng của Batavian và Friezians được phối giống và loại thải nhằm tạo ra giống bò có sản lượng sữa cao nhất và có khả năng sử dụng vùng đất hạn hẹp của đồng bằng sông Rhine hữu hiệu nhất. Cuối cùng qua quá trình tiến hoá về mặt di truyền đã tạo thành giống bò sữa trắng đen năng suất cao mang tên Holstein Friezian. Đây là giống bò lấy sữa chủ lực của nhiều nước trên thế giới trong đó có Việt Nam và là một trong những biểu tượng của giống bò sữa. Sữa Dutch Lady bán trên thế giới được lấy từ bò sữa Hà Lan.

## Đặc điểm
Bò Hà Lan chủ yếu có màu lông trắng đen, nhưng vẫn có con lang trắng đỏ. Bò cái có thân hình chắc chắn gần như hình thang, tầm vóc lớn, vú to, bầu vú phát triển, mắn đẻ, hiền lành, và có khả năng sản xuất sữa rất cao. Bò sữa thuần Hà Lan có tiềm năng cho sữa cao hơn các giống bò sữa khác. Bò Hà Lan cho trung bình 50 lít/ngày, cho 10.000 – 15.000 lít/chu kì 300 ngày, khi nhập vào những nước nhiệt đới như Việt Nam, cho mỗi ngày trung bình 15 lít, chu kỳ 300 ngày cho 3.600 – 4.000 lít sữa tươi.
Bò đực có thân hình chữ nhật, sừng nhỏ, yếm bé. Bò Hà Lan Mỹ có tầm vóc to con nhất. Khối lượng bò đực: 600 kg/con và bò cái: 550 kg/con. Bò có thể bắt đầu phối giống lúc 15-18 tháng tuổi. Năng suất sữa 305 ngày của bò Hà Lan Mỹ là 12.000 kg sữa với 3,66 % mỡ, bò Cuba là 3.800-4.200 kg với 3,4 % mỡ và bò Úc là 5.000 kg sữa. Đây là giống bò thích nghi rất tốt ở nhiều vùng khí hậu khác nhau trên thế giới. Mặc dù có nguồn gốc ôn đới nhưng đã được nuôi lai tạo thành những dòng có thể nuôi được ở các nước nhiệt đới.

## Lai giống
Nhiều nước ở vùng nóng đã nhập bò Hà Lan về để lai tạo với bò địa phương hoặc nhân thuần nhằm mục đích sản xuất sữa. Tuy nhiên, khi chuyển bò sữa ôn đới cao sản HF vào nuôi ở môi trường nóng thường cho kết quả thấp hơn vì Bò sữa HF cũng như các gia súc khác, chúng thích nghi một cách chậm chạp với môi trường mới do đó khi chuyển đột ngột chúng vào một môi trường quá khác biệt sẽ tạo ra sự căng thẳng quá lớn để chúng có thể thích nghi. Những con bò Hà Lan mới nhập về vùng nhiệt đới gặp thời tiết nóng làm cho khả năng đề kháng bệnh tật thấp, vì vậy bò dễ bị bệnh.
Bên cạnh đó, trong môi trường ẩm độ cao các loại côn trùng như ruồi, muỗi, ve rất nhiều, chúng không chỉ tấn công gây tổn hại trực tiếp đến sức khỏe của bò mà còn là trung gian truyền bệnh ký sinh trùng đường máu rất nguy hiểm. Ở những nơi mà thức ăn xanh cung cấp cho bò là cỏ cắt nơi đồng trũng, ven kênh rạch thì có nguy cơ cỏ này mang mầm bệnh như sán lá gan và ký sinh trùng đường ruột khác. Mặt khác, có sự thiếu kinh nghiệm trong chăn nuôi bò sữa Hà Lan cao sản ở hầu hết các chủ trại. Có nhiều chủ trại lần đầu tiên nuôi bò, không biết phát hiện bò lên giống, phát hiện viêm vú, không biết thế nào là căng thẳng nhiệt ở bò sữa từ đó đã làm tăng thêm hậu quả căng thẳng ở bò HF khi chuyển vùng.
Thông thường nhiều nước sử dụng lai cấp tiến giữa bò HF với bò địa phương để tạo ra con lai tỷ lệ cao máu bò HF hoặc nuôi HF thuần. Một số tổ hợp lai giống của bò Hà Lan trên thế giới là:
- Giống AFS là giống kháng ve, tạo ra từ bò đực Sahiwal và bò cái Friesian. Giống được thực hiện bằng lai giữa bò cái Friesian và bò đực Sahiwal. Những con bò lai F1 cho phối với nhau để tạo ra đàn hạt nhân AFS chứa 50% máu Friesian và 50% máu Sahiwal. Đàn quốc gia này được dùng để tạo bò đực cho kiểm tra đời con và bò cái cho đàn sản xuất sữa. Chỉ những con cái tốt nhất được giữ lại cho đàn hạt nhân, dựa trên năng suất sữa và kháng ve. Bò AFS đạt năng suất từ 2400 – 3500 kg nuôi trong điều kiện gặm cỏ ở Queensland. Cao nhất 5500 kg/chu kì.
- Giống bò Kamaduk ở Ấn Độ có 1/4 máu Brown swiss. 1/4 máu Friesian; 1/4 Jersey và 1/4 máu bò địa phương
- ở Sri Lanca, dùng đực HF và Jersey lai với cái địa phương đã được sind hoá và Sahiwal hoá nhưng chưa xác định được mức độ lai máu thích hợp, năng suất sữa của đàn F2 (3/4HF) thấp hơn so với F1.
- ở Jamaica sử dụng bò đực Sahiwal phối với bò cái châu Âu (Jersey, Friesian) và đến năm 1952 cho ra giống Jamaica Hope có 75% máu Jersey; 20% máu Sahiwal và 5% Friesian, năng suất khoảng 2700 kg/chu kì.
- Bò đực HF phối giống cho đàn cái nền bò lai Sind tạo ra con lai đời 1 có 1/2 máu bò HF, gọi là F1 HF. Điểm nổi bật của con lai F1 HF này là năng suất sữa có thể đạt 2500– 3000 kg/chu kì 300 ngày, sinh sản tốt, thích nghi rộng với nhiều vùng khí hậu nóng ẩm, dễ nuôi. Tiếp tục sử dụng tinh đực Hà Lan để phối cho cái F1 HF tạo ra con lai có 3/4 máu bò HF gọi là bò lai F2 HF. Từ đó đàn cái lai 3 máu sản xuất sữa (bò Vàng Việt nam, bò Red Sindhi và bò Holstein Friesian). Con lai F1 và F2 HF được nuôi rộng rãi ở những vùng nóng ở Việt Nam. Hiện nay, Việt Nam đang thực hiện giải pháp tăng đầu con, trong đó là sẽ tăng đàn tự nhiên từ đàn bò lai sữa hiện có; tăng đàn bò lai sữa từ lai tạo bò HF với bò nền lai Sind, Tăng đàn bò sữa từ nhập bò HF thuần và bò lai sữa[5].

## Chăn nuôi

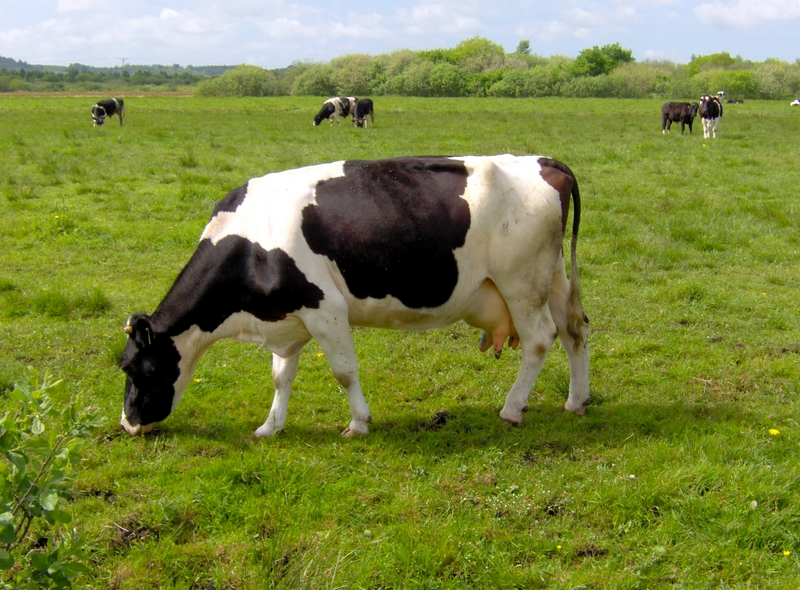
Bò Hà Lan đang gặm cỏ

Ở Úc, bò Hà Lan được nuôi thành bầy đàn, người ta chăn thả chúng trên đồng cỏ rộng mênh mông như thảo nguyên, trên đó có các loại cỏ có chất lượng, bò được tự do lựa chọn loại thức ăn mà chúng ưa thích. Mùa khô cỏ trên đồng cỏ thiếu hụt chúng được bổ sung thêm cỏ khô, cỏ ủ dự trữ chất lượng cao. Tại Úc, khí hậu ở đây ôn hoà (nhiệt độ trung bình cao nhất 25˚C vào khoảng tháng 12 và tháng 1, tháng 6-7 nhiệt độ thấp dưới 15˚C, ẩm độ trung bình khoảng 60%. Lượng mưa trung bình 1185mm, thấp nhất vào tháng 6-9). Nhiều trang trại nuôi cả ngàn con bò sữa chỉ nhốt trong rào quây mà không cần làm chuồng. Những con bò này ăn ngủ trên đồng cỏ, chỉ về chuồng khi vắt sữa, ở đây nuôi bò là một nghề truyền thống.
Trong chăn nuôi ở một số nước nhiệt đới, có khuyến cáo cho rằng không nên chọn mua bò Hà Lan thuần vì bò sữa Hà Lan thuần hoặc bò lai có tỷ lệ máu bò Hà Lan càng cao (bò F3, F4-7/8 và 15/16 máu bò Hà Lan) thì càng " khó tính, càng kém chịu đựng được điều kiện nóng ẩm và kham khổ do thiếu thốn thức ăn. Khi nhiệt độ lên trên 34˚C, bò có tỷ lệ máu bò Hà Lan cao thường thở dốc, xù lông, năng suất sữa giảm. Đồng thời tỷ lệ nhiễm bệnh tăng, đặc biệt là các bệnh ký sinh trùng đường máu và bệnh tụ huyết trùng. Việc chăn nuôi bò sữa ở Việt Nam cho thấy bò sữa Hà Lan thuần thích hợp nhất ở một số vùng như Mộc Châu - Sơn La, Đức Trọng - Lâm Đồng - nơi có khí hậu mát mẻ, nhiệt độ bình quân hàng năm 21˚C.
Nhiệt độ môi trường thích hợp cho bò sữa được ghi nhận là từ âm 4˚C đến 22˚C, trong đó Nhiệt độ tới hạn của môi trường đối với bò HF là 27OC, khi trời nóng bò Hà Lan giảm ăn 10-15%, để đảm bảo cho bò ăn đủ dinh dưỡng khi khả năng ăn vào giảm, người ta những loại thức ăn có chất lượng cao. Khẩu phần ăn có tổng vật chất khô thấp nhưng hàm lượng các chất dinh dưỡng trong 1 kg chất khô phải cao hơn 10-15% so với bình thường. Đồng thời người chăn nuôi phải luôn có đủ nước sạch, mát cho bò uống tự do suốt ngày đêm. Bò Hà Lan chưa thích nghi với môi trường nóng có nhu cầu nước cao hơn so với bò đã thích nghi.

## Bệnh tật

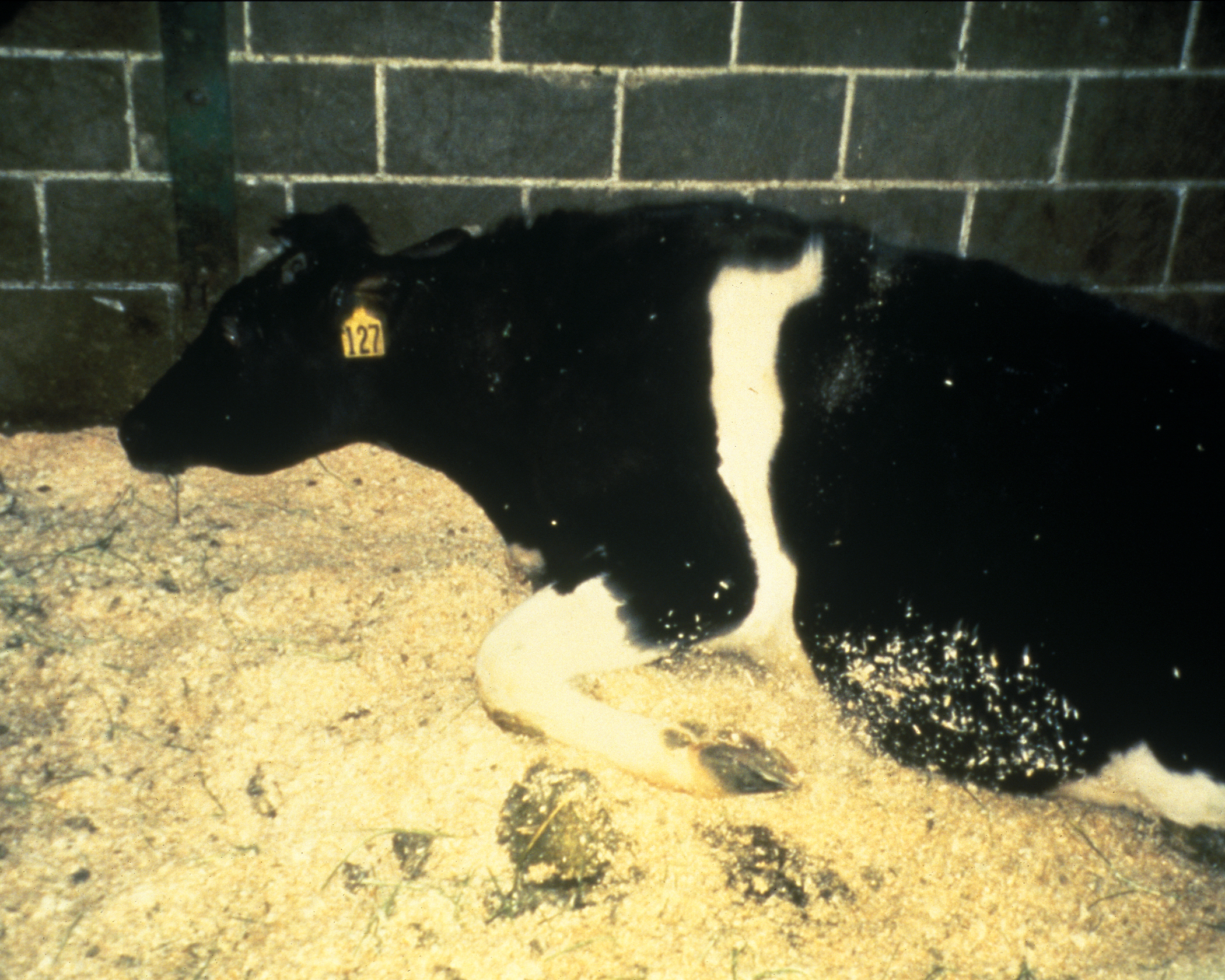
Một con bò Hà Lan đang bị bệnh

Bò này cũng gặp phải một số bệnh thường gặp có thể kể đến như
Bệnh chướng hơi dạ cỏ với các triệu chứng như Hõm hông phía bên trái của bò to và căng phồng lên; Dùng tay ấn vào hay gõ thấy như bùng như quả bóng bơm căng; Ngoài ra còn thấy một số biểu hiện khác như con vật bỏ ăn, không nhai lại, miệng chảy dãi, đứng nằm không yên... Có rất nhiều biện pháp nhưng tất cả các biện pháp đều nhằm mục đích thoát hơi và giảm sự lên men trong dạ cỏ, tùy vào từng trường hợp của ca bệnh mà có các biện pháp can thiệp kịp thời. Dùng ống thông và thông vào thực quản cho hơi thoát ra ngoài. Dùng tay moi hết phân hay bơm nước vào trực tràng để đưa phân ra. Dùng nước dưa chua (3-5lít) hoặc bia hơi (3-5lit) hoặc dung dịch thuốc tím 0,1% (3-5 lit) cho uống kích thích nhu động dạ cỏ. Cho uống magnesi sulfat 200g pha với 3 lít nước: giúp tăng nhu động đẩy hết thức ăn ra ngoài.Hoặc dùng ống Troca để chọc thủng dạ cỏ để thoát hơi trong trường hợp chướng hơi cấp tính.
Bệnh cảm nắng: Sốt cao 41–42˚C; Da khô, niêm mạc mắt xung huyết (đỏ); Nhịp tim, nhịp hô hấp tăng. Con vật co biểu hiện co giật. Đưa con bò vào chỗ râm mát, sau đó thụt nước lạnh vào trực tràng và tháo ra liên tục. Vẩy nước mát lên thân và quạt nhẹ. Nếu con vật co giật, điên loạn khó thở thì trích máu tĩnh mạch cho chảy ra để tránh xung huyết mô và phù phổi. Truyền Nat-ri bi Các-bon-nát (NaHCO3) 500ml, Cho uống nước hòa lẫn Nat-ri bi Các-bo-nát vào mùa nóng. Cho uống 5 lít trà xanh pha đường. Bệnh cảm nóng: Bò ủ rũ, bỏ ăn, sốt cao 40-42˚C. Đưa con vật tới nơi thoáng mát, có thể phun nước lạnh để làm mát bên ngoài cơ thể con vật. Cho con vật uống thuốc điện giải Orezon, dung dịch đường Glucoza đẳng trương...càng nhiều càng tốt. Tiêm thuốc hạ sốt và thuốc trợ tim, trợ sức, trợ lực, truyền dung dịch NaHCO3 (500-1000ml).

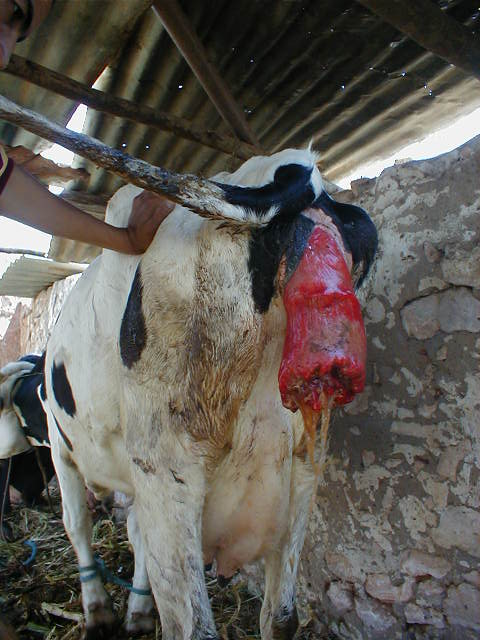

Bệnh viêm bao tim do ngoại vật: Tĩnh mạch cổ sưng (triệu chứng đặc trưng), Ức, ngực và thậm chí cả bụng có hiện tượng phù thũng (triệu chứng đặc trưng); Nhịp tim nhanh và không rõ ràng (tiếng động xa và như có nước ở trong, lẫn tạp âm); Sốt nhẹ; Bò kém ăn hoặc bỏ ăn, đứng khom lưng. Khi cho bò leo lên xuống dốc cao thì bò có biểu hiện đau vùng tim. Dùng phẫu thuật ngoại khoa để lấy dị vật ra. Tiêm kháng sinh: Penicilin 15.000 UI/1kgP + Streptomycin 5–10 mg/kgP liên tục trong 7 ngày đề phòng nhiễm trùng kế phát.
Bệnh ký sinh trùng đường máu như Bệnh tiên mao trùng: Bò thường có hiện tượng sốt cách nhật, sốt về sáng và chiều hoặc sốt 1-2 ngày rồi lại bình thường và sau 2-6 ngày lại sốt trở lại Do tiên mao trùng tiết ra độc tố nên có thể có một số triệu chứng thần kinh như run rẩy, quay cuồng, Bò nhiễm bệnh ngày càng gầy yếu, thiếu máu, giảm sản lượng sữa khi bò đang tiết sữa.
Dùng thuốc Azidin Niêm mạc nhợt nhạt do thiếu máu Trypanosoma theileri. Bệnh biên trùng Do Anaplas sống ký sinh ở rìa hồng cầu nên khi bò mắc bệnh thướng có các triệu chứng Biên trùng hút chất dinh dưỡng, phá hủy hồng cầu làm cho con vật gầy yếu và thiếu máu trầm trọng. Do thiếu máu nên có thể nhận thấy niêm mạc mắt và niêm mạc âm hộ có màu sắc nhợt nhạt. Ngoài ra, biên trùng tiết ra độc tố tác động lên hệ thần kinh trung ương gây cho con vật sốt cao kéo dài và đôi khi có biểu hiện thần kinh
Bệnh lê dạng trùng:Do Babesia và theleria ký sinh trong hồng cầu, phát vỡ hồng cầu, hút dinh dưỡng nên con vật thường có một số biểu hiện Thiếu máu: niêm mạc mắt và âm hộ tái nhợt, Sốt cao liên tục 40-41, 5o, Đái ra máu, Các hạch lâm ba sưng và phù thũng, đặc biệt hạch trước vai và hạch dưới đùi, khi điều trị cần tiêm thêm trợ sức, trợ lực, hạ sốt phòng kế phát các bệnh khác và hộ lý chăm sóc cho tốt
Bệnh sán lá gan Do loại sán hình lá cây ký sinh ở trong gan nên con vật thường có một số triệu chứng Viêm gan và tổn thương mô gan, Con vật gầy, mô mỡ và bắp thịt teo dần, Niêm mạc nhợt nhạt, thiếu máu, da vàng, Phù ở vùng hầu, yếm và dưới hàm, Con vật ăn kém, tiêu hóa kém và phân nát. Sán Fasciola hepatica Bò quá gầy do sán lá ganTrứng Fasciola hepatica Ấu trùng Fasciola hepatica. Thành ông mật tăng sinh dày lên đáng kể (giống như cành cây).
Ở giai đoạn là bê thì bò Hà Lan có một số bệnh hay hội chứng như 

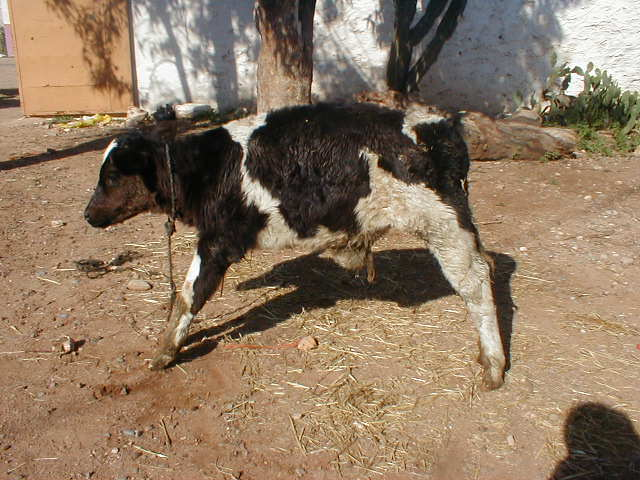

Hội chứng ỉa chảy ở bê: Uống nhiều nước, ăn ít hoặc bỏ ăn, không nhai lại, thức ăn ứ lại trong bụng làm chướng bụng. Nếu do vi khuẩn E. Coli, phân nhão, ban đầu màu vàng nhạt sau chuyển màu trắng, mùi rất hôi thối. Nếu do cầu trùng: Phân sền sệt, có lẫn niêm mạc ruột lầy nhầy lẫn máu tươi hoặc màu nâu, có mùi hôi tanh. Nếu do giun đũa: Thường gặp ở bê 1 – 2 tháng tuổi, phân lổn nhổn hoặc sền sệt màu trắng, mùi rất thối, về sau ỉa lỏng, phân dính vào đuôi và hậu môn. Do giun lươn: Gây viêm ruột, ỉa chảy màu vàng. Bê con mất nước nhanh, mắt trũng, da nhăn nheo và chết do mất nước, mất chất điện giải và suy kiệt cơ thể nếu không điều trị kịp thời. Đầu tiên cho bê ăn giảm hoặc ngừng ăn, hạn chế chất đạm. Cho uống nước điện giải Orezon, đường dẳng trương và uống càng nhiều càng tốt. Truyền tĩnh mạch nước muối sinh lý NaCl 0, 9% 1.000ml
Bệnh giun đũa ở bê: Do một loại giun hình chiếc đũa sống và ký sinh ở ruột non bê, nên con vật thường Đau bụng: nằm ngửa dãy dụa, chân đạp vào vùng bụng và bơi chèo, Con bệnh thường chậm chạp, lờ đờ, đầu cúi, lưng cong, bụng to, không muốn ăn và thường năm một chỗ. Giun hút chất dinh dưỡng, tiết ra độc tố làm con vật ỉa chảy. Bê thường đi phân lỏng, lúc đầu phân màu xám sau chuyển dần sang màu trắng và mùi tanh khắm và rất thối. Bệnh giun phổ ở bê: Do một loại giun nhỏ mảnh như sợi chỉ, màu trắng sống và ký sinh ở phế quản và khí quản, Bệnh thường gặp ở bê 3-6 tháng tuổi, Giun thường gây kích ứng niêm mạc khí quản làm cho bê thường có biểu hiện ho, khó thở, chảy nhiều nước mũi và dịch mũi thường lầy nhầy và có thể lẫn máu, Bê thường lờ đờ, nhịp thở tăng và uống ít nước, Ho khan do bị giun phổi.
Bệnh Cầu trùng ở bê: Do một loại cầu trùng ký sinh niêm mặc đường ruột của bê.Thường gặp ở bê 2-4 tháng tuổi.Cầu trùng ký sinh gây tổn thương lớp vi nhung và lớp cơ bao bọc thành ruột gây bong tróc niêm mạc ruột và xuất huyết vì vậy bê thường bị tiêu chảy và phân thường lầy nhầy và lẫn máu. Giai đoạn sau bê chuyển đi táo, cong lưng và đuôi lên nhưng không đi được. Phải kết hợp với kháng sinh phòng nhiễm khuẩn đường ruột và có thể làm se niêm mạc ruột bằng một số loại thuốc nam như búp chè non, búp lá ổi, quả hồng xiêm.....
Bệnh viêm phế quản phổi ở bê: Triệu chứng như bê sốt cao 40-41˚C. Bê có triệu chứng mệt mỏi, ủ rũ, bỏ ăn, chảy nước mắt, nước mũi. Bê bắt đầu có biểu hi1ện khó thở và tiếng thở có tiếng ran như tiếng vò tóc hoặc lép bép. Con vật thường ho nhiều, đặc biệt về đêm và sáng sớm. Đây là bệnh do vi khuẩn gây ra nên có thể dùng kháng sinh để điều trị và có thể dùng một số loại kháng sinh Ngoài ra cần phải kết hợp với các thuốc bổ trợ khác như:hạ sốt, trợ sức, trợ lực. Bệnh viêm rốn ở bê: Thường gặp ở bê sơ sinh từ: 5-7 ngày. Bê uống sữa kém hoặc không uống. Đặc biệt xung quanh vùng rốn sưng to, sờ vào bê rất đau. Sát trùng theo vòng xoáy ốc từ trong ra quanh vùng rốn bằng cồn iod. Dùng một số loại kháng sinh vi khuẩn bội nhiễm.
Bệnh tụ huyết trùng:Sốt cao: 41-42˚C. Niêm mạc mắt mũi đỏ ửng rồi xám tái. Con vật chảy nước mắt, nước mũi và có thể ho khan, ho từng cơn. Bò thường khó thở và thở rất mạnh. Phân lúc đầu thường đi táo nhưng kéo dài sẽ ỉa chảy và phân thường lẫn máu. Bò thường mệt mỏi, ủ rũ, nhai lại kém.Tỷ lệ chết cao vì vậy cần phải phòng tránh bằng việc tiêm phòng vacxin định kỳ. Đây là bệnh do vi khuẩn Gram (–) gây ra vì vậy có thể dùng một số loại kháng sinh tiêm liên tục 3-5ngày, liều lượng như phần bệnh viêm phế quản – phổi. Ngoài việc dùng kháng sinh cần kết hợp với các thuốc hạ sốt, trợ sức, trợ lực và hộ lý chăm sóc chu đáo bò bị suy nhược, mũi chảy dịch, hoặc mủ màng phổi dày lên sẽ tạo ra màng xoang ngực giả. Các tổn thương do viêm phổi gắn liền với viêm màng phổi. Tổn thương phổi, ngả màu đỏ và gan hóa từ nang trước đến 1/3 nang sau.

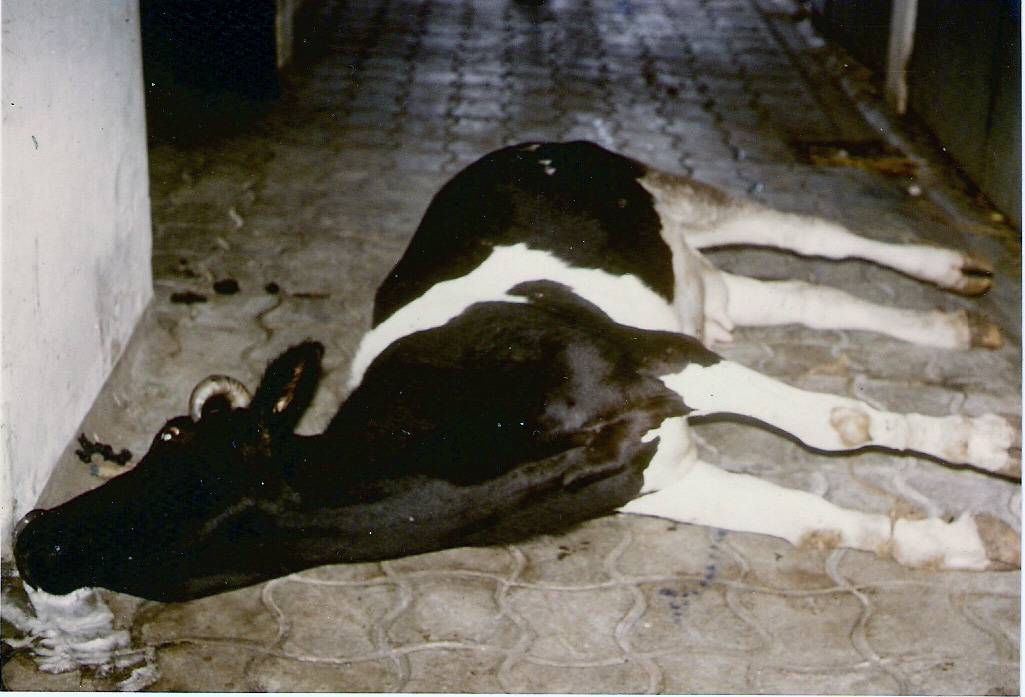

Bệnh lao bò là bệnh truyền nhiễm mãn tính do vi khuẩn lao Mycobacterium tuberculosis gây ra. Đây là bệnh rất nguy hiểm đối với người tiêu dùng khi uống phải sữa ở bò nhiễm bệnh lao. Tùy vào cơ quan bị nhiễm, mức độ nhiễm mà vi khuẩn lao gây ra các biểu hiện khác nhau.
Lao phổi: Vi khuẩn lao xâm nhập và cư trú ở cuống phổi, thanh – khí quản gây cho con vật thường ho khan, ho từng cơn và có nhiều đờm rãi bật ra nhưng đờm thường nằm trong miệng nên bò lại nuốt vào và thường ho vào sáng sớm và chiều tối hay khi thời tiết lạnh bò gầy, lông xơ xác, dựng đứng, ăn kém, nhai lại không đều, sốt nhẹ, lúc sốt lúc không. Lao ruột: Con vật có các triệu chứng ở đường tiêu hóa là ỉa chảy dai dẳng, phân tanh khắm, hết đợt ỉa chảy thì bò lại bị táo bón và bò cũng sẽ gầy dần.
Lao hạch: hạch sưng, cứng, sờ thấy lổn nhổn, to gần bằng quả trứng gà, sờ vào hạch không đau và không dính vào da, cắt hạch ra thấy có nhiều bã đậu. Các hạch hay bị lao là hạch dưới hàm, hạch hầu, hạch tuyến dưới tai, hạch trước đùi và hạch trước vai. Lao vú: bầu vú và núm vú bị biến dạng, sờ vào thấy hạt lao lổn nhổn, chùm hạch vú sưng to, cứng và nổi cục. Lượng sữa giảm. Có thể dùng một số loại kháng sinh, cần kết hợp với trợ sức, trợ lực. Trong thực tế khi phát hiện bò bị nhiễm lao thì cần phải diệt ngay để tránh lây nhiễm sang bò khỏe, sang người và các loại gia súc khácPhản ứng dương tính thử Tubeculin. Các nốt bạch huyết to bất thường và các màu vàng trắng ở phổi Các nốt tổn thương màu vàng nhạt ở gan Các nốt tổn thương nhìn như hạt chân châu trên màng phổi trong xoang ngực.
Bệnh lở mồm long móng: Bệnh lây lan nhanh, Sốt cao 40-41˚C, ăn ít hoặc bỏ ăn, thích uống nước, Ban đầu miệng sưng, mím chặt và phát ra tiếng lép bép, Sau 2-3 ngày xuất hiện các mụn nước ở mồm, móng, chân, vú, Con vật đi lại khó khăn. Các mụn sau khi vỡ ra thấy vết loét màu hồng, nông và dễ bị nhiễm trùng và kế. Đây là bênh do vi rut gây ra nên đến nay vẫn chưa có thuốc điều trị đặc hiệu bệnh này. Vì thế cần định kỳ tiêm phòng vacxin hàng năm là biện pháp tốt nhất và hiệu quả nhất. Sát trùng cho gia súc bằng dung dịch xanh metylen chỗ bị miệng và ở móng theo chiều xoắn ốc từ trong ra ngoài.

## Trên thế giới

### ỞIsrael

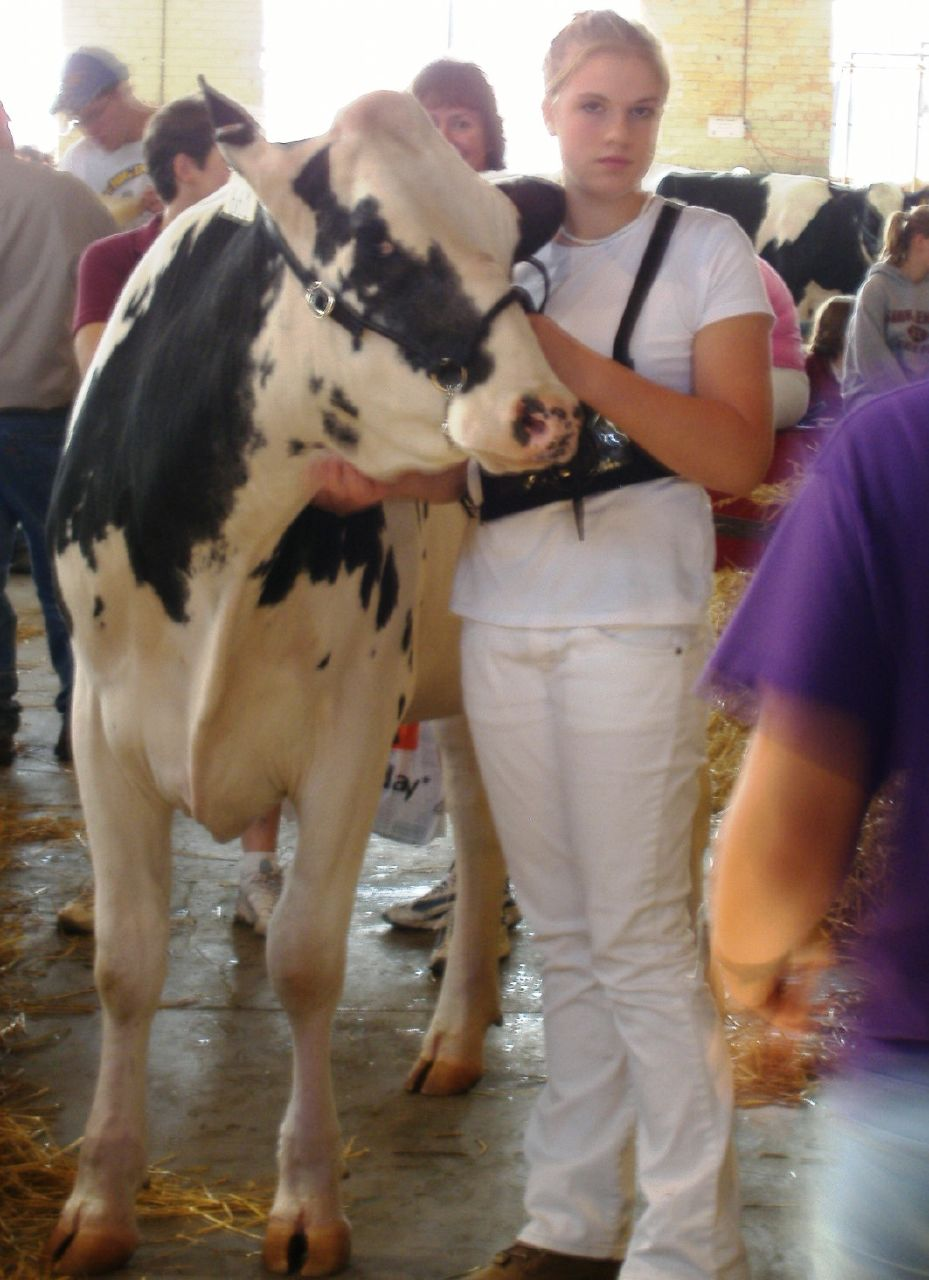
Một con bò Hà Lan ở Mỹ

Dù bò Holstein vẫn được khuyến cáo nuôi ở những vùng có khí hậu lạnh và ôn hoà với nhiệt độ dưới 22˚C còn những nước nhiệt đới và cận nhiệt đới thì khuyến cáo nuôi bò lai có tỷ lệ máu Holstein không quá 3/4 nhưng Israel đã nuôi thành công bò Holstein thuần chủng. Vào khoảng những năm 1920- 1930 Israel nhập bò đực Friesian từ Hà Lan và Đức về để cải tạo bò địa phương. Năm 1947 nhập bò đực Holstein từ Canada cùng với bò đực con của chúng được sử dụng để gieo tinh nhân tạo. Từ 1950 đến 1962 nhập cả bò đực và hò cái Holstein từ Mỹ. Từ 1963 hầu như toàn bộ bò cái được gieo tinh với những bò đực Holstein sinh ra tại Israel là đực giống địa phương). Từ 1955 bắt đầu đánh giá sức sản xuất sữa của đực giống qua đời sau.
Ngày nay dấu vết bò địa phương không còn nữa mà sau 60 năm tạo giống bò sữa trong điều kiện nóng đã thành công một giống bò Hà Lan Israel thích nghi với điều kiện stress nhiệt của khí hậu nóng. Năng suất sữa bò Holstein của Israel hiện nay cao nhất thế giới, 10500 kg/305 ngày (tại Hà Lan khoảng 7900 kg). Một hợp tác xã Qualia gần biển chết, nơi nhiệt độ mùa hè đạt tới 45-47˚C, một trại bò 276 con đã cho năng suất 11326 kg/ chu kì (năm 1998). Israel đã xuất khẩu tinh dịch bò đực đã đánh giá qua đời sau đến 25 nước trên thế giới. Chủ yếu xuất sang Tây Âu (Tây Ban Nha, Hà Lan, Pháp), sang Đông Âu như Hungary, Bulgari, Nga, sang châu Phi như nam Phi, Zambia, Kenya.. ở châu Á có Philippine, Thái Lan, Việt Nam và Ấn Độ đã nhập tinh bò đực Israel.

### Việt Nam
Việt Nam bắt đầu nhập bò Hà Lan từ Cuba. Công tác nhân thuần và lai tạo được tiến hành tại các cơ quan nghiên cứu và nông trường quốc doanh tại Ba Vì và Mộc Châu. Sau đó một số bò thuần Hà Lan từ Mộc Châu chuyển vào Đức Trọng. Trong thời kì bao cấp, số lượng và chất lượng đàn bò thuần và lai Hà Lan có chiều hướng đi xuống. Những năm đầu của thời kì đổi mới, một số bò thuần HF được chuyển về các trại tư nhân. Số lượng bò lai Hà Lan tăng nhanh. Năng suất trung bình của bò lai HF khoảng 10–11 kg ngày. Đa số bò có năng suất dao động quanh 3000 kg/chu kì, có nhiều con cho năng suất rất cao, trên dưới 6000 kg/chu kì.
Năm 2001, Việt Nam đã nhập tổng số 192 con bò giống thuần Hà Lan và Bò Jersey từ Mỹ. Sau khi nuôi tân đáo tại Ba Vì đã đưa về Mộc Châu 49 con Hà Lan, Lâm Đồng 29 con Hà Lan, Ba Vì 21 bò Hà Lan. Sau 6 tháng nuôi tại Việt Nam đã có 19 con chết (chiếm 10%), bò cái cho sữa trung bình 22–23 kg/ngày. Các tỉnh đã nhập bò Hà Lan thuần từ Úc với mục đích sản xuất sữa, kết quả đã nhập về 778 trong đợt 1, sau 3 tháng nuôi (tính cả thời gian nuôi tân đáo) đã chết và loại thải 26 con. Đợt 2 nhập về 714 con, Sau gần 2 tháng nuôi tân đáo có năm con chết do viêm phổi và nhiễm trùng máu, 13 con bị sảy thai. Đợt 3 nhập khoảng 2400, đợt 3 với số lượng 1200 con. Hai đợt nhập bò HF khơi dậy nhiều tranh luận về chất lượng con giống và nhiều vấn đề thuộc về kĩ thuật, quản lý khác.
Bò Hà Lan thuần chủng chỉ chiếm 5-6% tồng đàn, nuôi tập trung ở hai cơ sở giống tại cao nguyên Mộc Châu và Lâm Đồng. Công ty giống bò sữa Mộc Châu có 1800 con trong đó có 900 cái sinh sản, năm 2001 nhập từ Mỹ về thêm 50 con. Công ty giống bò sữa Lâm Đồng có 100 con, nhập thêm từ Mỹ 30 con. Đàn bò lai chiếm 94-95% tổng đàn. Đàn bò lai HF nuôi trong nông hộ và một số cơ sở chăn nuôi của nhà nước có hơn 1.250 con. Năng suất bình quân toàn đàn bò lai Hà Lan ước đạt 3300 kg/chu kì và năng suất bình quân của bò HF thuần ước 4100 kg/chu kì. Trung bình sản lượng sữa thực tế của các phẩm giống bò lai F1, F2 và F3 là 3650 kg, trong đó sản lượng sữa của bò lai F1 là 3671 kg, của bò lai F2 là 3858 kg và của bò lai F3 là 3457. Như vậy sản lượng sữa thực tế của bò lai F2 là cao nhất, tiếp đến là bò lai F1 và thấp nhất là bò lai F3. Khoảng cách lứa đẻ từ 440 - 460ngày.
Tại Thành phố Hồ Chí Minh, tinh bò đực Hà Lan nhập từ nhiều nguồn (từ 9-10 nước khác nhau trên thế giới). Nhà nước không quản lý hết được các nguồn tinh nhập và sử dụng trên thị trường. Tinh của nhiều bò đực có tiềm năng cho sữa thấp. Trên 70% số bò cái được gieo tinh mà không có ghi chép nguồn tinh sử dụng. Tình hình ở các địa phương khác còn tồi tệ hơn, kết quả là đàn bò cái được lai tạo thiếu kiểm soát, chất lượng con giống có nguy cơ giảm thấp. Biểu hiện ra ngoài là bò khó nuôi, bị bệnh tật nhiều, nhất là bệnh về sinh sản như chậm sinh, vô sinh, bệnh về chân, móng và bệnh viêm vú.